# Flying Inflatable Boat
Flying Inflatable Boat, FIB, är ett ultralätt flygplan som är en kombination av en liten, uppblåsbar gummibåt och en motorförsedd hängglidare.
En FIB kan flyga i 85 km/h och nå 2 000 m höjd. Den första fungerande konstruktionen gjordes 1986 av det italienska företaget Polaris, som också fick patent på den. Antalet FIB i hela världen uppskattas 2008 till ca 1 000. I Sverige har FIB funnits sedan 1993. Start och landning kan med stöd av allemansrätten ske varhelst det finns en lämplig vattensamling.
Polaris FIB (revision 1) har svenskt typgodkännande UL A—33 (klass A).
För att få flyga FIB krävs UL-certifikat, som gäller flygfarkoster under 500 kg. Utbildningen tar 4…5 dagar, varunder övning sker i ca 25 flygtimmar.
En FIB kostar i 2008 års prisläge cirka 225 000 kr och utbildningen går på cirka 35 000 kr.